# Dicranomyia luteipes
Dicranomyia luteipes là một loài ruồi trong họ Limoniidae. Chúng phân bố ở miền Australasia.